# Diego Godín
Diego Roberto Godín Leal (* 16. února 1986 Rosario) je bývalý uruguayský profesionální fotbalista, který hrával na pozici středního obránce. Svoji kariéru ukončil v létě 2023 v argentinském klubu CA Vélez Sarsfield. Mezi lety 2005 a 2023 odehrál také 161 utkání v dresu uruguayské reprezentace, ve kterých vstřelil 8 branek.
Jeden z nejlepších stoperů své generace si udělal jméno především působením v madridském Atléticu. Za tento klub hrál Godín v letech 2010-19, získal s ním španělský titul, dvakrát vyhrál Evropskou ligu a třikrát Superpohár UEFA. V Evropě vedle toho působil také ve Villarrealu, Interu Milán či Cagliari.
Uruguay reprezentoval Godín na čtyřech světových šampionátech a byl jedním z vůdců úspěšné generace, jež obsadila čtvrté místo na MS 2010 a o rok později vyhrála Copu Américu.

## Klubová kariéra
Diego Godín hrál v Uruguayi za kluby Defensor Sporting (v mládežnických týmech), CA Cerro a Nacional Montevideo. V srpnu 2007 přestoupil do Španělska do klubu Villarreal CF, kde podepsal pětiletý kontrakt. V srpnu 2010 přestoupil do prvoligového klubu Atlético Madrid, zde podepsal rovněž pětiletou smlouvu. S Atléticem nasbíral řadu trofejí na domácí i evropské scéně, vyhrál např. Evropskou ligu 2011/12, Superpohár UEFA 2010 a 2012 a Copa del Rey 2012/13.
Přestupová částka nebyla zveřejněna, mělo jít o 11 milionů eur. Godínův debut kolidoval s utkáním o evropský Superpohár UEFA odehraném 27. srpna 2010 s Interem Milán, vítězem uplynulé sezóny Ligy mistrů UEFA. Odehrál 90 minut při vítězství 2:0. Ve třetím skupinovém utkání Evropské ligy 21. října vstřelil v domácím prostředí proti Rosenborgu svůj první gól za tým. Další střet s tímto soupeřem musel vynechat kvůli apendicitidě. Šest dní po gólu proti norskému týmu vstřelil jeden proti Universidad de Las Palmas v prvním utkání čtvrtého kola domácího poháru Copa del Rey. Atleti se v lize umístili sedmí, v poháru byli vyřazení ve čtvrtfinále a v Evropské lize nepřešli skupinovou fázi.
Trenér Quique Sánchez Flores odešel a zastoupil jej Gregorio Manzano. V nové ligové sezóně Godín poprvé nastoupil 24. září 2011. Ze stadionu Camp Nou se spoluhráči odcházel po výsledku 0:5 s Barcelonou jako poražený. V derby proti městskému rivalovi Realu Madrid hraném 26. listopadu se mu nedařilo. Ve druhém poločasu jej předběhl Cristiano Ronaldo, po jehož nahrávce vyslal Real do vedení 2:1 Ángel Di María. Jeho chyba vedla i ke třetímu gólu soupeře, když skóroval Gonzalo Higuaín. Toho později Godín fauloval ve vápně, nato obdržel červenou kartu a z následné udělené penalty Ronaldo pojistil vedení na konečných 4:1. V prosinci Manzana nahradil bývalý hráč Atletů Diego Simeone.
V odvetě šestnáctifinále Evropské ligy dne 23. února 2012 vstřelil hlavou jediný gól domácího střetnutí proti Laziu, svůj první gól za Atlety v evropských pohárech. Výhry 3:1 a 1:0 posunuli Atlety do osmifinále. Od skupinové porážky s Udinese šlo o pátou výhru po sobě, série výher pak pokračovala až do finále včetně. Finále dvou španělských týmů proti Athleticu hrané 9. května v rámci Evropské ligy odehrál celé a pomohl zisku trofeje výhrou 3:0. V lize skončili Atleti pátí.
Zdařilý vstup do nové sezóny 2012/13 doprovázela výhra 4:1 nad Chelsea v utkání o Superpohár UEFA 31. srpna, při které Godín odehrál celých 90 minut. Atlético zůstalo neporaženo po dobu 22 utkání do ligového klání s Valencií 3. listopadu. První celá sezóna pod Simeonem přinesla stabilitu a Atlétiko během podzimu ztratilo v lize jen čtyřikrát – z toho dvakrát na půdě Barcelony a Realu – a drželo druhou příčku za Barcelonou. Obrana včetně stoperské dvojice se ustálila. Obdobně jako předešlý rok se Godín čím dál častěji objevoval po boku Brazilce Mirandy. Zahrál si ve finále španělského poháru, ve kterém se Atlétiko 17. května 2013 utkalo s Realem Madrid. Godín se sice nechal předskočit skórujícím Ronaldem, jeho spoluhráči však výsledek otočili ve vítězné 2:1 v prodloužení. Příznivci Atlétika slavili trofej a první výhru nad rivalem od roku 1999. Atlétiko, které obdrželo 31 gólů a mělo nejlepší obranu ligy, obsadilo třetí ligovou příčku.
Jakožto vítěz domácího poháru se Atlétiko v srpnu utkalo o španělský superpohár s mistrem ligy Barcelonou. Godín nechyběl ani minutu v obou vyrovnaných utkáních, v nichž se urodily remízy 1:1 a 0:0 a vlivem pravidla o venkovních gólech se z trofeje radovali hráči Barcelony. Godín se svými spoluhráči zaznamenali nejlepší start do ligové sezóny v klubových dějinách, když v úvodních osmi ligových kolech pokaždé zvítězili. V sedmém kole Godín pomohl udržet čisté konto při výhře 1:0 na stadionu Santiago Bernabéu. Pro Atlety šlo o první ligovou výhru proti Realu Madrid od sezóny 1999/00. První listopadový den podepsal novou smlouvu zavazujícího jej v Madridu do roku 2018. Na konci měsíce odehrál v lize proti Elche svůj 100. ligový zápas za madridský tým.
V únoru vynechal semifinálovou odvetu v národním poháru proti Realu, byl totiž šetřen na důležitější utkání. Do finále Atleti po dvou prohrách nezamířili. Mezitím nečekaně padli v lize proti zachraňující se Almeríi a Real je vystřídal též na prvním místě ligové tabulky. Při svém 150. utkání za Atlétiko 15. března 2014 stanul u výhry 1:0 proti Espanyolu. Spolu s Mirandou vytvořil Godín skvělou obranu nejen v lize, kde nakonec obdrželi 26 gólů, ale také v Lize mistrů, kde během kampaně do jejího finále v šesti zápasech play-off proti AC Milán, Barceloně a Chelsea inkasovali pouze třikrát. V závěrečném 38. kole ligy se Atlétiko 17. května 2014 představilo na Camp Nou a prohrávalo zde 0:1. Domácí Barceloně stačilo pro obhajobu výhru udržet, tomu však zabránil gólem hlavou po rohovém kopu pár minut po poločasové přestávce Godín. Vyrovnávací gól korigoval skóre na konečných 1:1 a Atlétiko tak narušilo nadvládu Realu a Barcelony počínaje rokem 2004. Klub z Madridu vyhrál svůj 10. titul po 18 letech. Ve finále Ligy mistrů 2013/14 proti Realu Madrid musel skousnout porážku 1:4 po prodloužení, Atlético vedlo jeho brankou z 37. minuty, kdy hlavičkou překonal špatně vyběhnuvšího gólmana Realu Ikera Casillase, ale vyrovnávající branku na 1:1 Atlético dostalo ve třetí minutě nastavení (hlavička Sergia Ramose). Stal se však v sezóně vítězem Primera División 2013/14.
Obhajoba titulu se v sezóně 2014/15 nezdařila a Atlético Madrid se umístilo třetí, a to 14 bodů za Realem Madrid a 16 bodů za vítěznou Barcelonou. Godínovi byla v jeho páté sezóně svěřena role třetího kapitána po Gabim a Raúlu Garcíovi. V průběhu září byl Godín u porážky 2:3 proti řeckému Olympiakosu v Lize mistrů. Následně vstřelil gól v lize proti týmu Celta Vigo stejně jako jeho kolega v obraně João Miranda, ale byla z toho remíza 2:2.
V říjnu vstřelil gól v Lize mistrů proti Malmö při domácí výhře 5:0.
Na Camp Nou proti Barceloně odehrál 11. ledna 2015 celých 90 minut, ale Atlético zde prohrálo 1:3.
Godín nastoupil 7. února 2015 do derby proti Realu Madrid a pomohl povedeným výkonem porazit rivala 4:0 a uštědřit mu nejvyšší porážku od roku 2010. Derby dohrával se zlomeninou nosu po srážce se Samim Khedirou.
Ačkoli se dostal do hledáčku Manchesteru City, který za něho nabízel zaplatit až 40 milionů eur, bohatý a úspěšný klub vedený jeho někdejším trenérem z Villarrealu Manuelem Pellegrinim odmítl. Godínovým partnerem ve středu obrany byl nově dvacetiletý José María Giménez, jeho uruguayský krajan, jehož výkony vystrnadily z týmu Mirandu. Obrana Atlétika, nadále včetně krajních beků Filipeho Luíse a Juanfrana a krytá brankářem Janem Oblakem, platila za jednu z nejlepších. V lize proti Eibaru 19. září 2015 při venkovní výhře 2:0 odehrál 250. utkání za Atlétiko. Při výhře 2:0 na hřišti Granady 5. prosince otevřel skóre gólem hlavou. Slova chvály si vysloužil od kouče Simeoneho, který jej nazval nejlepším obráncem španělské Ligy. Atleti prodloužili sérii bez porážky na 12 zápasů napříč soutěžemi, na ligové scéně obdrželi jen šest gólů a byli nejnepropustnější obranou Evropy. Během podzimu byl ve španělské lize jedním z pěti fotbalistů v poli, kteří nechyběli jedinou minutu.
Godín přispěl ke třetímu postupu do čtvrtfinále Ligy mistrů v řadě, když jeho Atlétiko vyřadilo 15. března 2016 PSV Eindhoven v penaltovém rozstřelu, poté co v obou utkáních nepadl jediný gól. On sám se v závěrečných minutách základní hrací doby zranil, do prodloužení tak již nezasáhl. Ještě na konci dubna byli Atleti ve hře o titul, čemuž Godín nemohl naplno pomoci kvůli zranění, které si přivodil po několika minutách ligového klání s Athleticem. Titul nakonec získala Barcelona dva body před Realem a tři před Atlétikem na třetím místě. V nadpoloviční většině utkání sezóny udrželo mužstvo čisté konto a dorovnalo rekord španělské ligy v počtu obdržených gólů (18). Popáté v řadě se kvalifikovalo do příští sezóny Ligy mistrů. Ve finále Ligy mistrů 28. května proti Realu Madrid odehrál Godín 120 minut prodlužovaného utkání, ve kterém Atlétiko v penaltovém rozstřelu potřetí v klubové historii finálové střetnutí v Lize mistrů (nebo Poháru mistrů evropských zemí) prohrálo.
Svěřenci Diega Simeoneho poznali v sezóně 2016/17 porážku až 23. října 2016 na půdě Sevilly, kde prohráli 0:1. Na podzim se Godínovo jméno ocitlo v nominaci na Zlatý míč udělovaný za rok 2016, v závěrečném hlasování však neobdržel žádný hlas. Svůj první gól sezóny vsítil 27. listopadu ve vítězném utkání proti Osasuně. Vítězství 3:0 napravilo předešlá dvě ligová zaváhání. Během lednového utkání proti Deportivo Alavés si nesedl se soupeřovým útočníkem Deyversonem a jejich pútky vyústily v plivání, kdy Deyverson plivl na Godína a ten mu to oplatil. Rozhodčí si incidentu nevšiml a ani později disciplinární trest nepadl. Proti Granadě 11. března 2017 odehrál 300. utkání v nejvyšší španělské lize. Na hřišti Leicesteru 18. dubna v odvetě čtvrtfinále Ligy mistrů pomohl remízou 1:1 znovu postoupit do semifinále. Navíc to byl jeho 300. soutěžní zápas za klub. Poslední fáze sezóny přinesla 14 utkání s jedinou porážkou, druhou Atlétiko poznalo v semifinále Ligy mistrů proti Realu a prohrálo s ním 0:3 – stejně jako na podzim v lize. Godín a jeho spoluhráči skončili blízko vrcholu – semifinále v národním poháru i pohárové Evropě a třetí ligová příčka. Stoperská dvojice nebyla ustálená – po jeho boku se nejprve objevoval Stefan Savić, později ale i Giménez nebo Hernández.
Na konci října se stal rekordmanem mezi cizinci v černobílém dresu, když vkročil do 315. utkání za klub a překonal tak Kolumbijce Luise Amaranta Pereu. Atleti byli do posledního podzimního ligového kola neporaženi, na půdě Espanyolu ovšem 22. prosince 2017 podlehli 0:1. Nadále však drželi druhou příčku v tabulce.
V prvním semifinálovém duelu Evropské ligy 26. dubna 2018 dominoval domácí Arsenal, Griezmann však srovnal na konečných 1:1. Plnou minutáž měl Godín i ve vítězné jednogólové postupové odvetě. Na lyonském stadionu byl 16. května přítomen u finálové výhry 3:0 nad Olympique Marseille a trofej Evropské ligy UEFA tak získal v kariéře podruhé. Fotbaloví experti z řad UEFA jej zařadili do nejlepší sestavy 18 fotbalistů této sezóny druhé nejprestižnější evropské mezinárodní klubové soutěže.
Godín zahájil sezónu 2018/19 dominantním výkonem v srpnovém prodlužovaném utkání Superpoháru UEFA proti Realu Madrid, v němž Atlétiko svého městského rivala poprvé porazilo v pohárovém finále. Stal se druhým nejúspěšnějším hráčem v klubové historii, co se počtu trofejí týče, ziskem osmé překonal Isacia Calleju hrajícího v 60. a 70. letech. Před ním zůstával jen Adelardo Rodríguez s 10 trofejemi. O jeho služby stál během léta Manchester United, avšak hráč namísto toho prodloužil o další rok smlouvu. S odchodem Gabiho se uvolnila role kapitána, která byla Simeonem svěřena právě Godínovi. Opět se dostal mezi fotbalisty nominované za rok 2018 na prestižní cenu Zlatý míč.
Dvě branky v závěru utkání přiklonili 20. února 2019 osmifinálové vítězství v domácím prostředí proti Juventusu na stranu Atletů. Druhou z nich si v této soutěži po více než čtyřech letech připsal Godín, který pečlivě bránil zejména hvězdného Cristiana Ronalda. V počtu utkání v evropských soutěžích pod hlavičkou UEFA překonal svého krajana Maximiliana Pereiru a v následujícím střetu se před ním tyčil milník stého utkání v pohárové Evropě. Ronaldo ovšem v odvetě hattrickem zařídil postup turínského týmu. Dne 7. května oznámil, že z klubu po devíti letech odchází. V předposledním ligovém kole proti Seville symbolicky předal kapitánskou pásku nově zvolenému kapitánovi Kokemu.
Godín skončil po půl roce v brazilském klubu Atlético Mineiro, za který odehrál za tu dobu jen devět zápasů. Šestatřicetiletý obránce se domluvil na ročním angažmá v argentinském Vélezu Sarsfield s cílem získat větší herní vytížení před mistrovstvím světa, na kterém se může představit už počtvrté.
V létě 2023 Godín ukončil po dvaceti letech kariéru. Dlouholetý kapitán Atlética Madrid a uruguayské reprezentace se rozloučil v 37 letech.

## Reprezentační kariéra

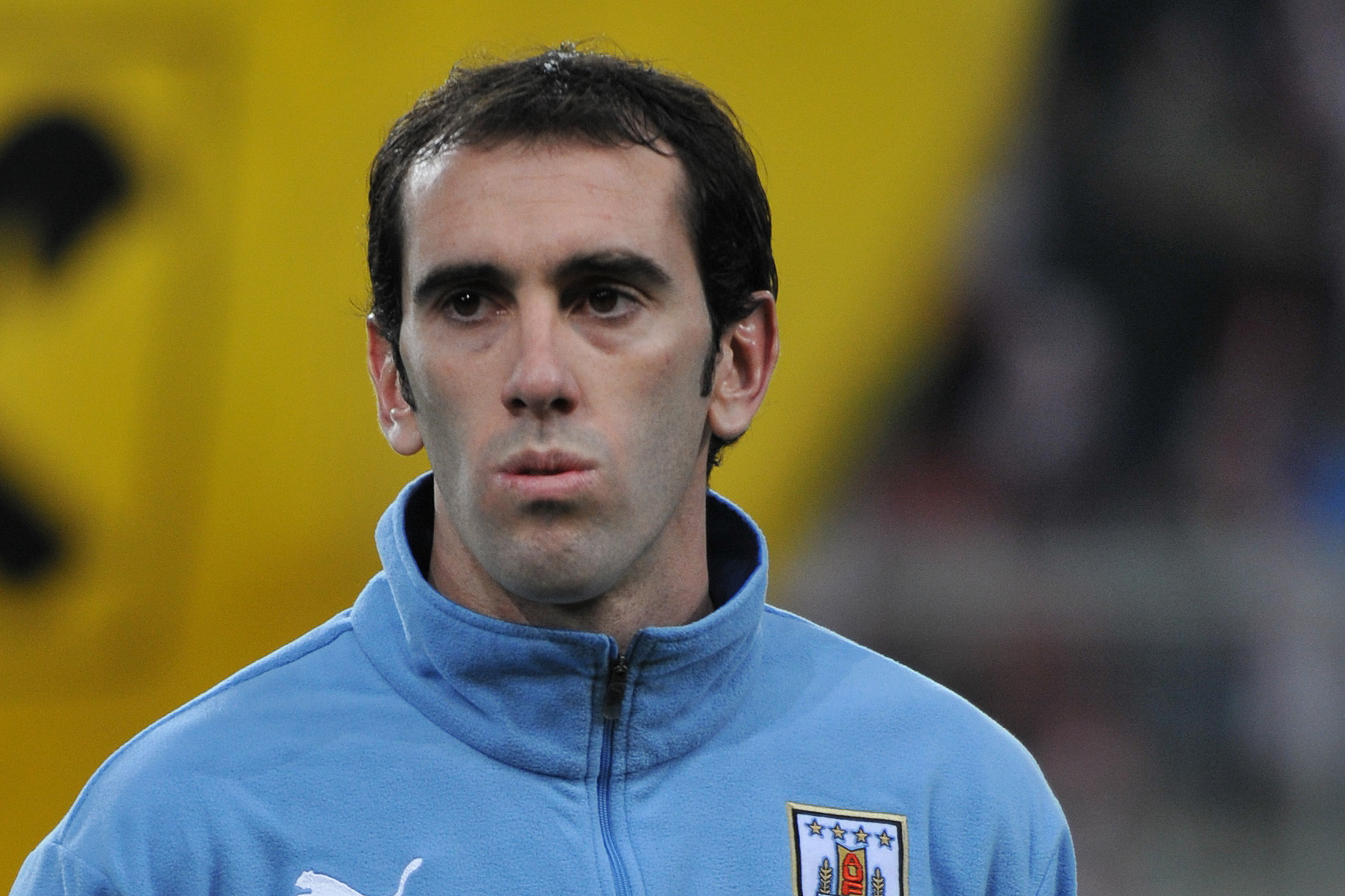
Diego Godín v roce 2014

V A-týmu Uruguaye debutoval Godín 26. října 2005 v přátelském zápase proti Mexiku (porážka 1:3).
Zúčastnil se jihoamerického turnaje Copa América, který se v roce 2007 konal ve Venezuele. Godín odehrál 27. června celé zahajovací utkání proti Peru, ve kterém uruguayská obrana nezabránila soupeře vstřelit tři góly. Po prohře 0:3 byl Godín posazen na lavičku. Na hřišti se zjevil 8. července v závěrečných minutách ve čtvrtfinále s domácí Venezuelou, s níž se Uruguay střetla již ve skupině o čtyři dny dříve. Do semifinále s Brazílií a utkání o třetí místo již nezasáhl.
Trenér Óscar Tabárez jej po turnaji Jižní Ameriky vzal na Mistrovství světa 2010 v Jihoafrické republice. Godín nastupoval v základní sestavě ve středu obrany po boku kapitána Diega Lugana. Ve druhém utkání turnaje odehraném 11. června uruguayská obrana ustála finalistu z posledního mistrovství světa Francii a remizovala 0:0. Proti pořadateli v podobě Jihoafrické republiky pomohl 16. června při výhře 3:0 udržet čisté konto. O šest dní později pozoroval vítězné utkání s Mexikem pouze z lavičky, když jej překvapivě nahradil Mauricio Victorino. Uruguay opanovala svoji skupinu ziskem sedmi bodů a zamířila do vyřazovacích bojů. Osmifinále s Jižní Koreou odehrané 26. června rozhodl dvěma góly Luis Suárez. Uruguay se vměstnala mezi poslední osmici poprvé od roku 1970. Godín odehrál jen prvních 45 minut, svalové zranění znemožnilo jeho start ve druhém poločase. Proti Ghaně ve čtvrtfinále tak chyběl. Na utkání s Nizozemskem 6. července při třetí semifinálové účásti země od triumfu v roce 1950 byl již připravený. Odehrál celé utkání, v němž nezabránil prohře 2:3. Výsledkem 2:3 skončil i zápas o bronzovou medaili s Německem a tým Uruguaye tak obsadil konečné čtvrté místo.
Během turnaje Copa América pořádaného v roce 2011 Argentinou byl nemocný (viróza) a pouze z lavičky sledoval úspěch národního mužstva, které ve finálovém zápase hraném 24. července 2011 porazilo výsledkem 3:0 Paraguayi. Až ve finále si zahrál, když byl vyslán na hřiště dvě minuty před koncem.
Účastnil se Konfederačního poháru FIFA pořádaného roku 2013 Brazílií. Uruguay postoupila ze skupiny a 26. června v semifinále čelila právě Brazilcům. V úvodní čtvrthodině mohli jít Uruguayci do vedení skrze penaltu udělenou po faulu na Godína, Diego Forlán ovšem neproměnil a domácí utkání vyhráli 2:1. Čtyři dny nato odehrál celý prodlužovaný zápas o třetí místo s Itálií, po němž Italové uspěli 3:2 v penaltovém rozstřelu.
Trenér Óscar Tabárez jej nominoval i na Mistrovství světa 2014 v Brazílii. Ve třetím zápase Uruguaye v základní skupině D proti Itálii, kde šlo mezi těmito týmy (a bývalými světovými šampiony) o přímý postup do osmifinále, vstřelil vítězný gól. Docílil jej ve výskoku zády po centru ze strany. Uruguay zdolala soupeře z Apeninského poloostrova nejtěsnějším výsledkem 1:0 a postoupila do další fáze turnaje.
V roce 2015 měl být na Copa América opět jedním z klíčových hráčů, tím spíše že zkušený Lugano již v týmu nebyl. Proti outsiderovi skupiny Jamajce 13. června vyhrála Uruguay 1:0. Proti Argentině čtyři dny nato měl šanci skórovat, jinak ovšem nezabránil prohře 0:1. Druhá žlutá karta jej připravila o třetí utkání proti Paraguayi. Ve čtvrtfinále proti domácímu Chile 25. června měl soupeř převahu, Godínem vedená defenzíva ovšem odolávala. Po kontroverzním vyloučení Cavaniho ale Chile početní výhodu zužitkovalo a nasměrovalo se k budoucímu triumfu.
Rovněž se účastnil výroční rozšířené Copa América v roce 2016. Skvělým výkonem se 6. června prezentoval proti Mexiku a v utkání vyrovnával na 1:1, Mexiko však přetáhlo výhru na svoji stranu. Po následné prohře s Venezuelou už měla Uruguay jistotu vyřazení, na níž nic nezměnila ani výhra nad Jamajkou.
Na jaře 2019 si zahrál na přátelském turnaji China Cup pořádaném Čínou. Po výhře 3:0 nad Uzbekistánem se Uruguay 25. března utkala o prvenství s Thajskem a vyhrála 4:0. V tomto utkání Godín překonal Maxiho Pereiru v počtu utkání, střetnutí s Thajskem bylo jeho 126. utkáním za národní tým. V létě nevynechal turnaj Copa América a hned v prvním poločasu úvodního utkání s Ekvádorem 17. června si připsal asistenci u gólu Cavaniho. Uruguay soupeře porazila 4:0. Uruguay z prvního místa zamířila do čtvrtfinále proti Peru, se kterým 29. června padla po penaltovém rozstřelu. Během čtyř utkání nezameškal jedinou minutu. Na turnaji byl druhým nejzkušenějším reprezentantem po Lionelu Messim, který Argentinu reprezentoval již ve 130 kláních.
V roce 2021 si zahrál na Copa América pošesté při jednom z posledních společných turnajů generace okolo něho, Suáreze, Cavaniho či brankáře Muslery. Godín, stále sloužící jako kapitán, nastoupil do všech čtyř skupinových utkání v základní sestavě, nedohrál pouze to třetí s Paraguayí, ve kterém jej kouč Tabárez vystřídal Sebastiánem Coatesem. Ve čtvrtfinálovém utkání hraném 4. července prohrála Uruguay s Kolumbií v penaltovém rozstřelu.
Účast na Mistrovství světa jej neminula ani v roce 2022, to byl turnaj pořádaný Katarem. Takřka 37letý Godín patřil mezi nejzkušenější fotbalisty výběru kouče Diega Alonsa, avšak pobyt v základní sestavě jistý neměl. Od začátku nastoupil jakožto kapitán do úvodního skupinového remízového utkání 24. listopadu proti Jižní Koreji ve stoperské dvojici s José Giménezem. Byl jedním z hráčů v gólové příležitosti, ale jeho hlavička v prvním poločase narazila do brankové konstrukce. Ve věku 36 let a 281 dní se stal nejstarším reprezentantem svého národa na světovém mistrovství, překonal tímto Obdulia Varelu na Mistrovství světa 1954.

## Styl hry
Ve své době patřil Godín k nejlepším středním obráncům (stoperům) své generace. Mezi jeho výrazné přednosti patří hlavičkování, platné jak v obranné činnosti, tak pro ohrožení soupeřovy branky, mimo jiné ze standardních situací. Během kariéry takto dokázal vstřelil řadu důležitých gólů. Vyzdvihována byla jeho profesionalita, vyzrálost a mentální odolnost. Také proto a pro své vůdčí schopnosti byl kapitánem jak v klubu, tak i v reprezentaci. Byl vyrovnaným a klidným obráncem schopným číst hru, zachytávat míč a napadat soupeře. Nezaostával ani v rozehrávce.
Dlouholetý trenér reprezentace Uruguaye Óscar Tabárez o něj prohlásil: „Diego jde do všeho vždy s maximálním nasazením – do každého balónu, do každého pohybu, do každého zápasu. Je náročné popsat hráče jednou vlastností, ale u Godína bych řekl, že jeho nejsilnější vlastností je mentální odolnost. Vždy se chce postavit výzvám a vyjít jako vítěz. Představuje to nejlepší z Uruguaye.“

## Úspěchy a ocenění

### Klubové
Atlético Madrid
- 1× vítěz Primera División – 2013/14
- 1× vítěz Copa del Rey – 2012/13
- 1× vítěz Supercopa de España – 2014
  - 2× finalista Ligy mistrů UEFA – 2013/14, 2015/16
- 2× vítěz Evropské ligy UEFA – 2011/12, 2017/18
- 3× vítěz Superpoháru UEFA – 2010, 2012, 2018

### Reprezentační
Uruguayská reprezentace
- 1× vítěz Copa América – 2011

### Individuální
- Hráč měsíce La Ligy – duben 2014,[107] květen 2014[108]
- Nejlepší obránce sezóny La Ligy – 2015/16[109]
- Nejlepší jedenáctka La Ligy podle fanoušků – 2013/14,[110] 2015/16[111]
- Nejlepší jedenáctka La Ligy podle UEFA – 2015/16[112]
- Tým roku podle UEFA – 2014[113]
- Sestava sezóny Ligy mistrů UEFA – 2013/14,[114] 2015/16,[115] 2016/17[116]
- Sestava sezóny Evropské ligy UEFA – 2017/18[60]
- Nejlepší jedenáctka podle ESM – 2015/16[117]
- Nejlepší tým Mistrovství světa podle fanoušků / „Tým snů“ (FIFA.com Fan Dream Team) – 2018[118]